# Myrmeleon formicarius
La hormiga león común (Myrmeleon formicarius) es una especie de hormiga león (familia Myrmeleontidae) del orden Neuroptera. Se distribuye en Europa y el norte de Asia. El nombre hormiga león de los miembros de esta familia se debe a que en su fase de larva, sus presas principales son hormigas que caen en los agujeros que construyen en el suelo arenoso; además, debido a su apetito, popularmente se considera que su voracidad se la asemeja a un león.[cita requerida]

## Descripción
Los adultos presentan dos pares de alas transparentes con nervaduras oscuras. La envergadura del ala delantera alcanza 33 a 40 mm. La longitud del abdomen es de 20 a 28 mm. La cabeza es de color negro o marrón.

## Alimentación
Vive en zonas abiertas y secas. La larva excava una cueva en forma de embudo en suelo blando, preferentemente en la arena (en un lugar a menudo protegido de la lluvia), donde captura insectos pequeños. Se coloca en la parte inferior de la cavidad de donde su cabeza a veces emerge y extiende sus mandíbulas poderosas, curvadas, de gran movilidad. Si es necesario, utiliza la cabeza como una pala, con la que lanza granos de arena para acelerar la caída de la presa. También puede manipular una ramita delgada, con el mismo objetivo. Cuando la presa está a su alcance, la pica, inyectándole enzimas, que licúan los órganos internos, después aspira el líquido nutriente y arroja los restos fuera de la cueva.